# Floating Car Data
Floating Car Data (FCD) to technologia służąca do wyznaczania średniej prędkości i czasu przejazdu na danym odcinku sieci drogowej. Technologia opiera się o analizę anonimowych danych GPS pochodzących z flot pojazdów lub nawigacji samochodowych. FCD opiera się na założeniu, że obserwując próbę pojazdów oraz zaawansowane algorytmy jesteśmy w stanie oszacować śrędnią prędkość i czas przejazdu całego strumienia ruchu. Dzięki swojej charakterystyce FCD pozwala na pozyskanie danych dla całej sieci drogowej, wszędzie tam gdzie poruszają się pojazdy. Jakość danych FCD zależy od ilości i jakości próby.
Dane pochodzące z technologii Floating Car Data są na świecie powszechnie wykorzystywane m.in. w inteligentnych systemach transportowych (ITS) oraz w modelowaniu ruchu drogowego. Pozwalają również na monitorowanie w czasie rzeczywistym sytuacji drogowej, przez co są wykorzystywane do zarządzania ruchem drogowym oraz do usług informacji o korkach w systemach nawigacyjnych.
Technologia Floating Car Data bywa niekiedy mylona z Cellular Floating Car Data (CFCD), gdzie dane wejściowe pochodzą od operatorów sieci GSM, na podstawie przemieszczania się telefonów komórkowych.